# Kamienica przy ul. Jacka Malczewskiego 34 w Szczecinie
Kamienica przy ul. Malczewskiego 34 w Szczecinie (pot. Kanapka) – zabytkowy budynek mieszkalny, położony na obszarze szczecińskiego osiedla Centrum, w dzielnicy Śródmieście. Jest to jedyna zachowana przedwojenna kamienica w kwartale ograniczonym dzisiejszymi ulicami Jana Matejki, Jacka Malczewskiego, Józefa Piłsudskiego i aleją Wyzwolenia, a także jeden z nielicznych ocalałych przedwojennych budynków w tej części miasta. Dnia 24 czerwca 2004 r. budynek wpisano do rejestru zabytków.

## Opis

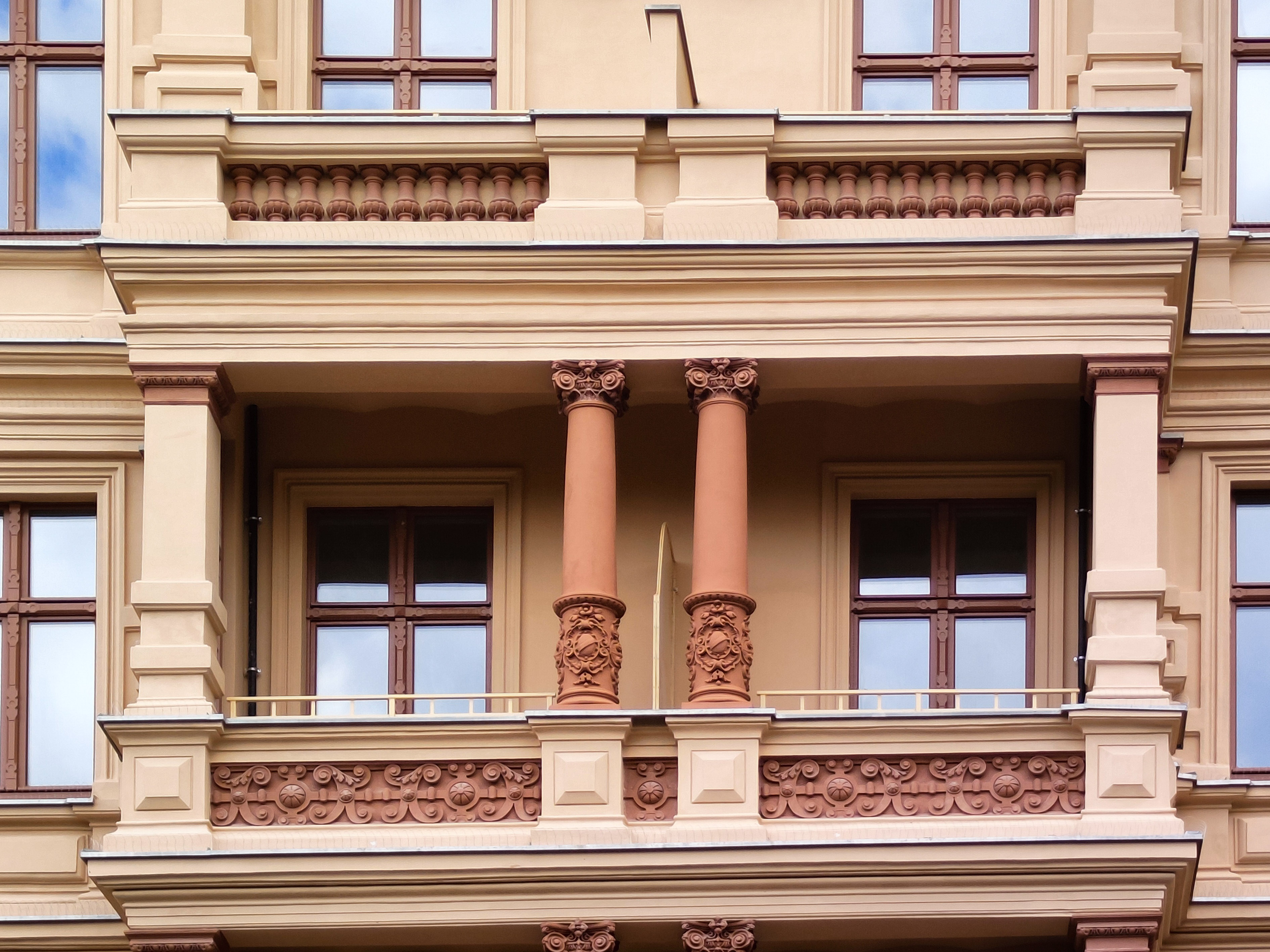
Jeden z balkonów kamienicy

Budynek wzniesiono w latach 1885–1888 przy ówczesnej Birkenallee dla przedsiębiorcy budowlanego o nazwisku Haad. Zbudowany został na planie litery „U”, z trzema czterokondygnacyjnymi skrzydłami: frontowym, zwróconym w stronę ulicy oraz dwiema oficynami bocznymi. Elewacja frontowa jest symetryczna, siedmioosiowa. Fasady parteru oraz pierwszego piętra są boniowane, natomiast fasady wyższych pięter zróżnicowano lizenami. Otwory okienne najwyższego piętra oraz poddasza zwieńczono gzymsami z motywami roślinnymi. Poszczególne kondygnacje oddzielono od siebie pasami gzymsów. Do dwóch środkowych osi na pierwszym, drugim oraz trzecim piętrze przylegają balkony ozdobione kolumnami w porządku jońskim oraz płycinami.
Z przedwojennego wyposażenia klatki schodowej przetrwały m.in. schody wraz z balustradą, terakota na podłodze przejazdu bramnego, sztukaterie, a także część oryginalnych drzwi wejściowych do mieszkań.

## Historia
Przed II wojną światową ulica Malczewskiego zabudowana była zwartą zabudową kamieniczną o stylu eklektycznym. W czasie działań wojennych w gruzach legły niemalże wszystkie budynki na odcinku ulicy Malczewskiego między ulicą Matejki i aleją Wyzwolenia, z wyjątkiem kamienicy nr 34 wraz z oficynami.
Jesienią 2011 r. ścianę zachodnią budynku frontowego i południową ścianę szczytową prawej oficyny pokryto muralami autorstwa szczecińskiego artysty o pseudonimie Lump.
Do 2016 roku kamienica pozostawała we władaniu Zarządu Budynków i Lokali Komunalnych. Istniały zarówno plany sprzedania kamienicy wraz z działką dla pobliskiego centrum handlowego Galaxy, jak i renowacji budynku. Żadnej z tych koncepcji ostatecznie nie zrealizowano. 4 lipca 2016 r. Zarząd Budynków i Lokali Komunalnych sprzedał nieruchomość w drodze przetargu. Po dwóch latach dotychczasowy właściciel odsprzedał kamienicę szczecińskiej firmie deweloperskiej Siemaszko. Wyżej wymieniona firma zapowiedziała przeprowadzenie gruntownych prac remontowych, a także rozbudowę budynku o dodatkowe skrzydła. Ostatecznie rozpoczęcie prac budowlanych miało miejsce w 2020 roku. W planach było odnowienie wnętrz, dobudowanie poddasza, wyremontowanie konstrukcji i elewacji. Cała kamienica została rozbudowana. Na parterze powstały lokale usługowe. Fasada frontowa odzyskała historyczną kolorystykę.
Na elewacji parteru kamienicy znajdowało się jedno z dwóch ostatnich przedwojennych urządzeń służących do wzywania straży pożarnej.
Do kamienicy w 2024 r. przeniosła się redakcja Kuriera Szczecińskiego.

## Galeria

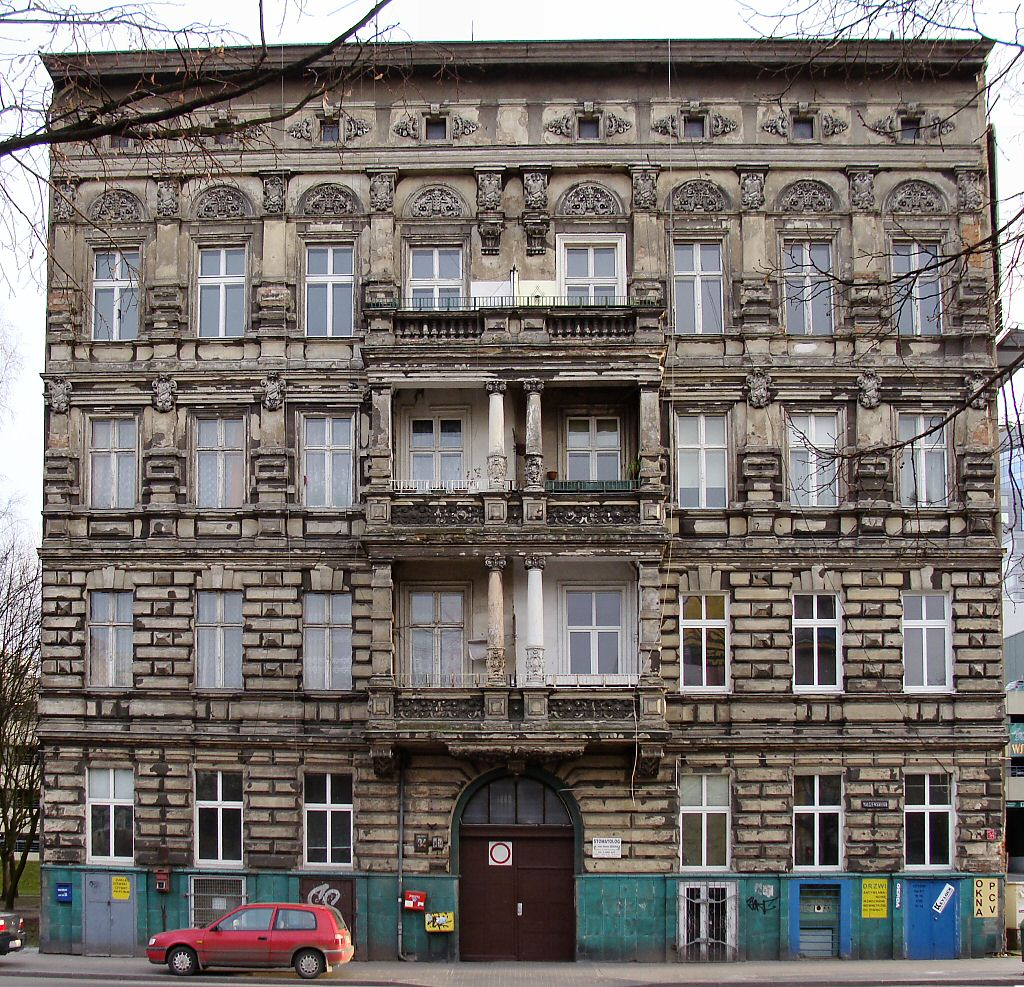
Kamienica w 2009 r.
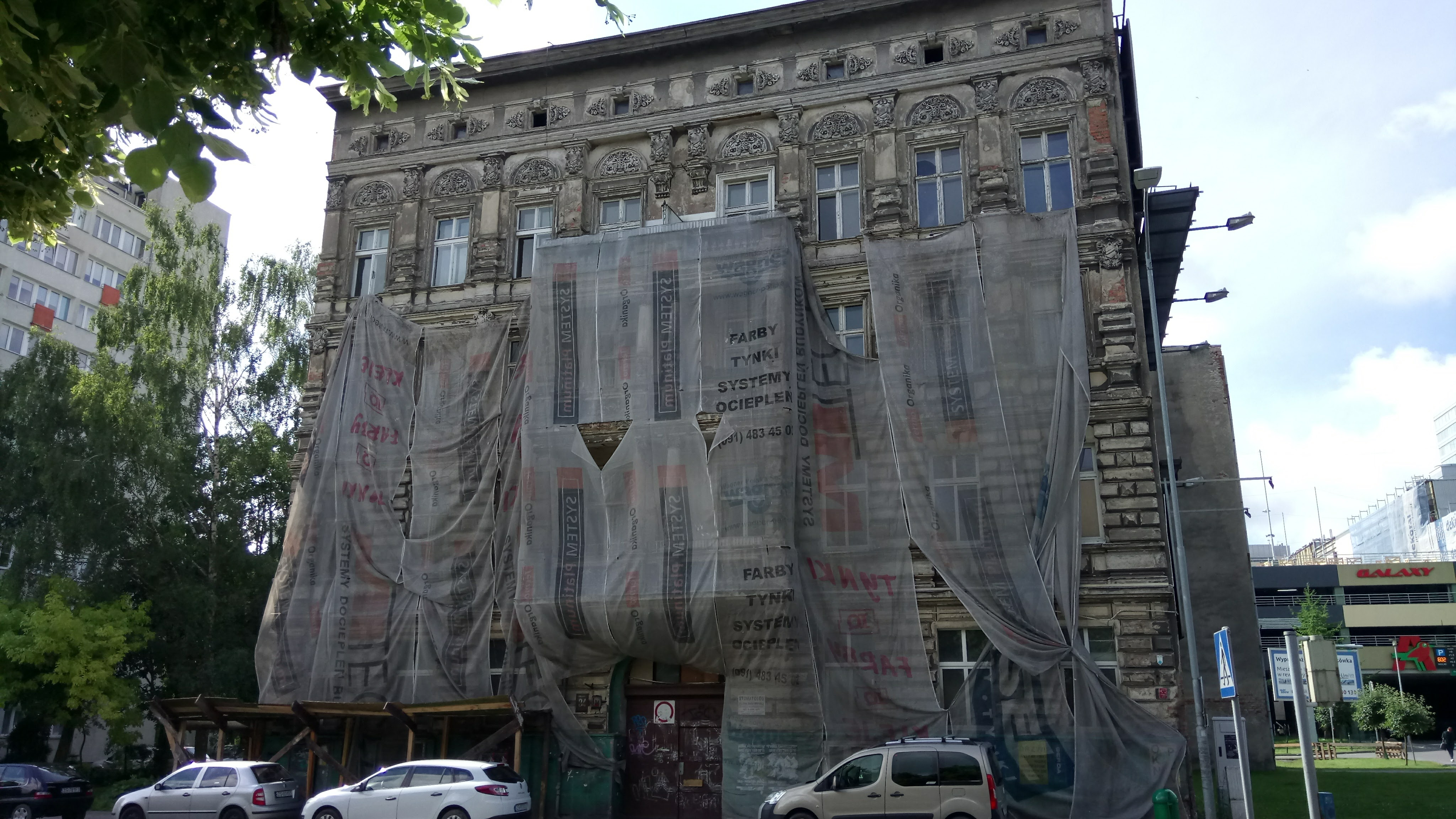
Kamienica w 2017 r.
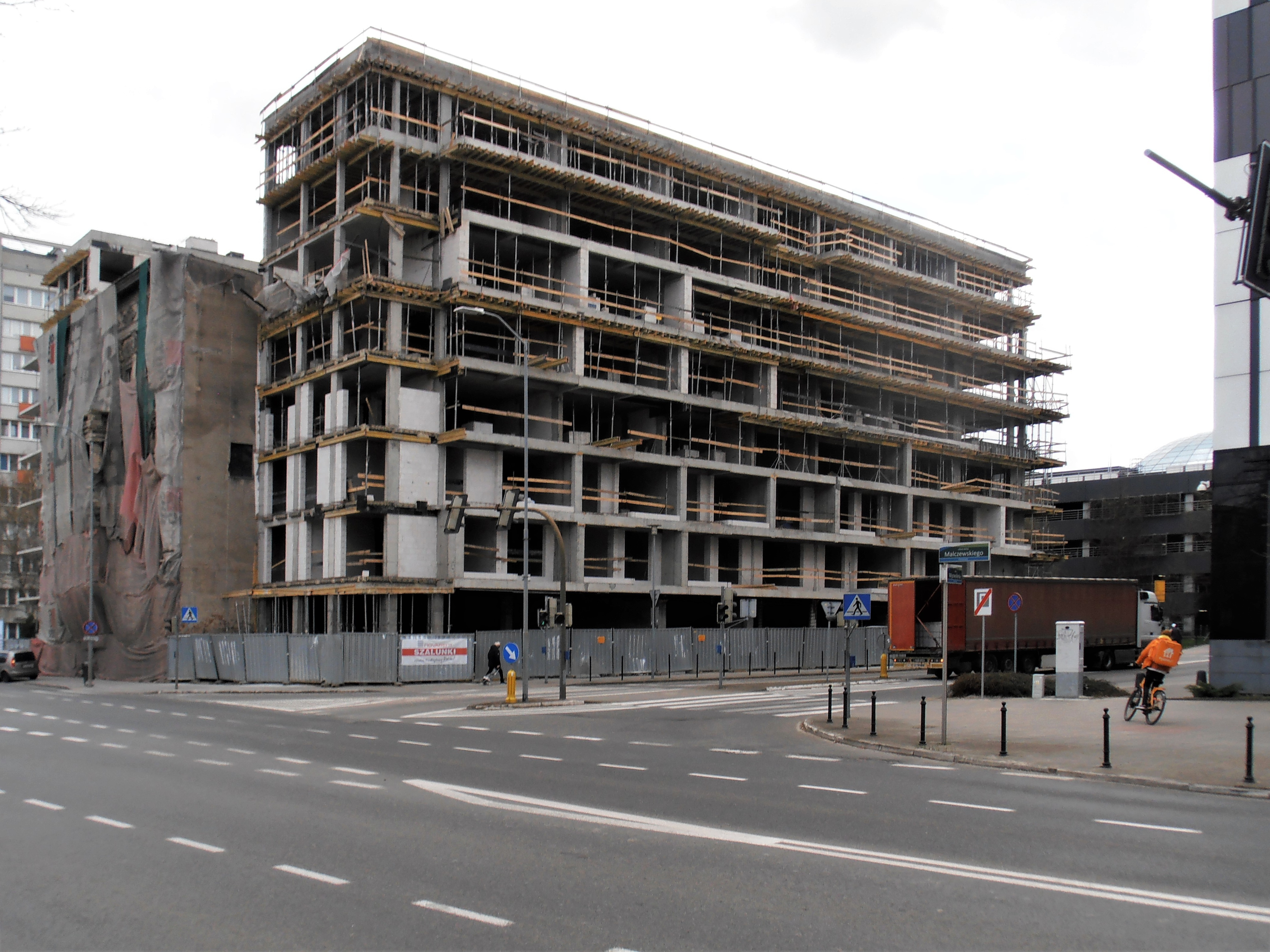
Przebudowa, kwiecień 2021
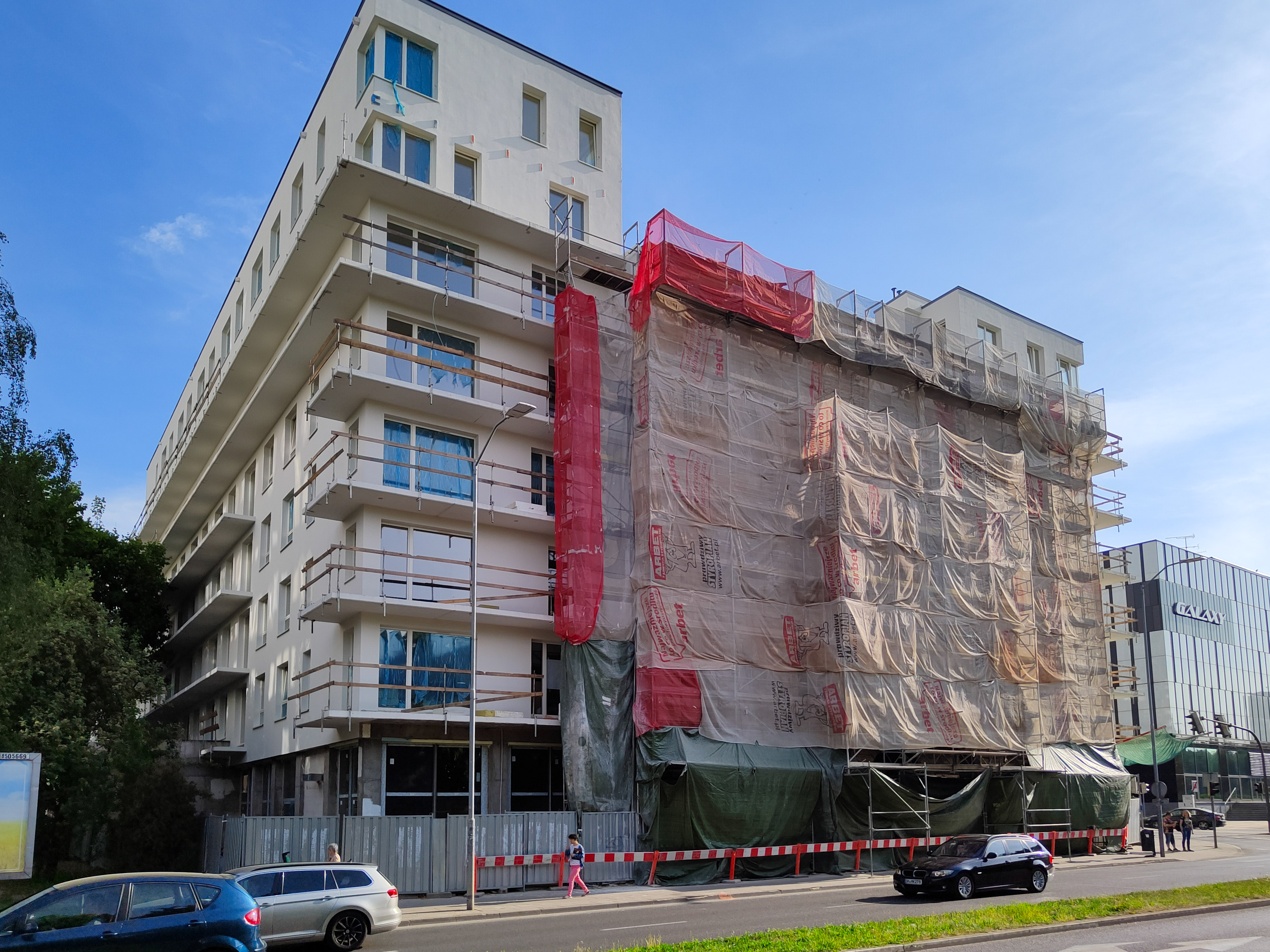
Przebudowa, maj 2022
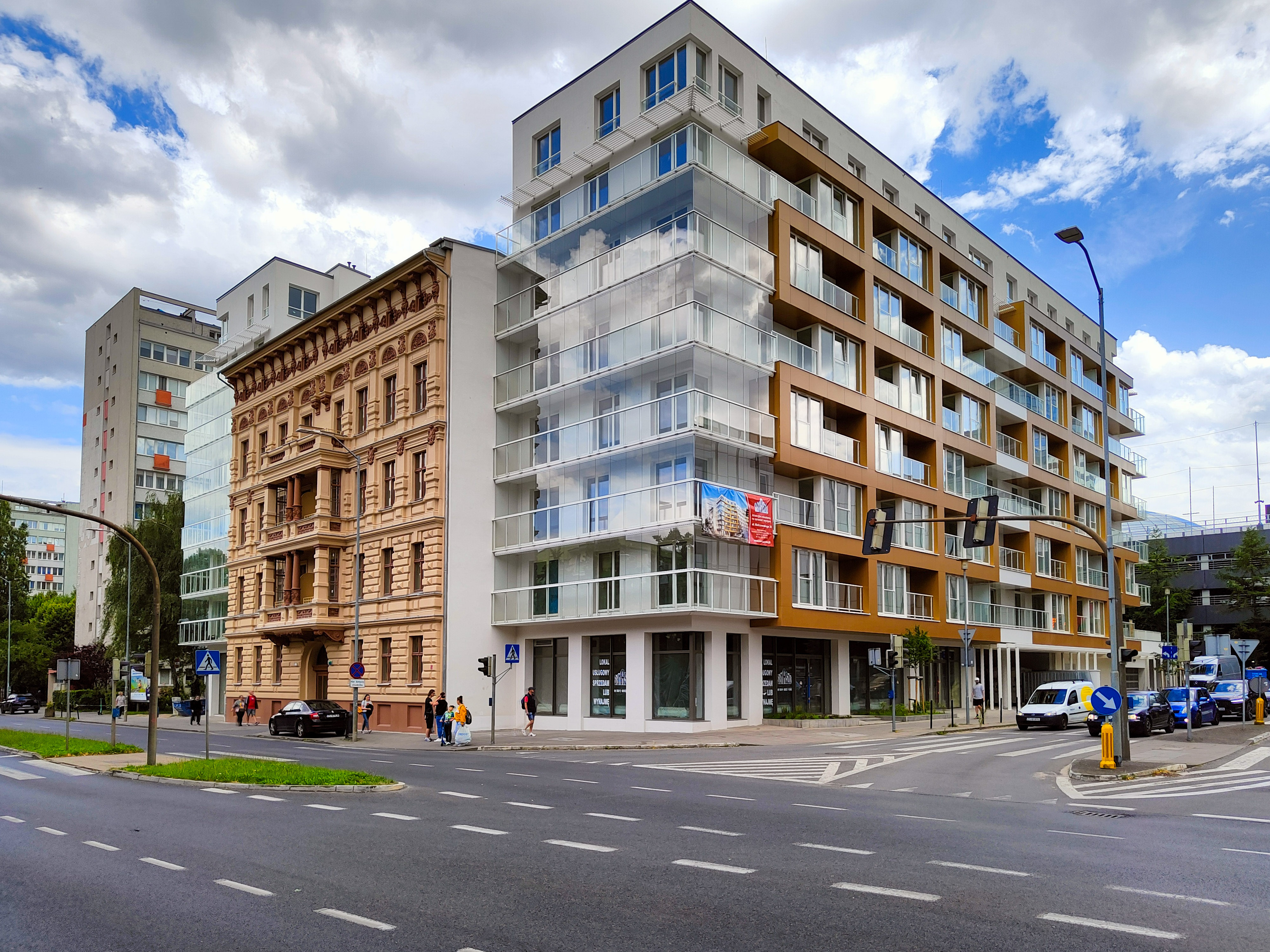
Kamienica po przebudowie, lipiec 2023
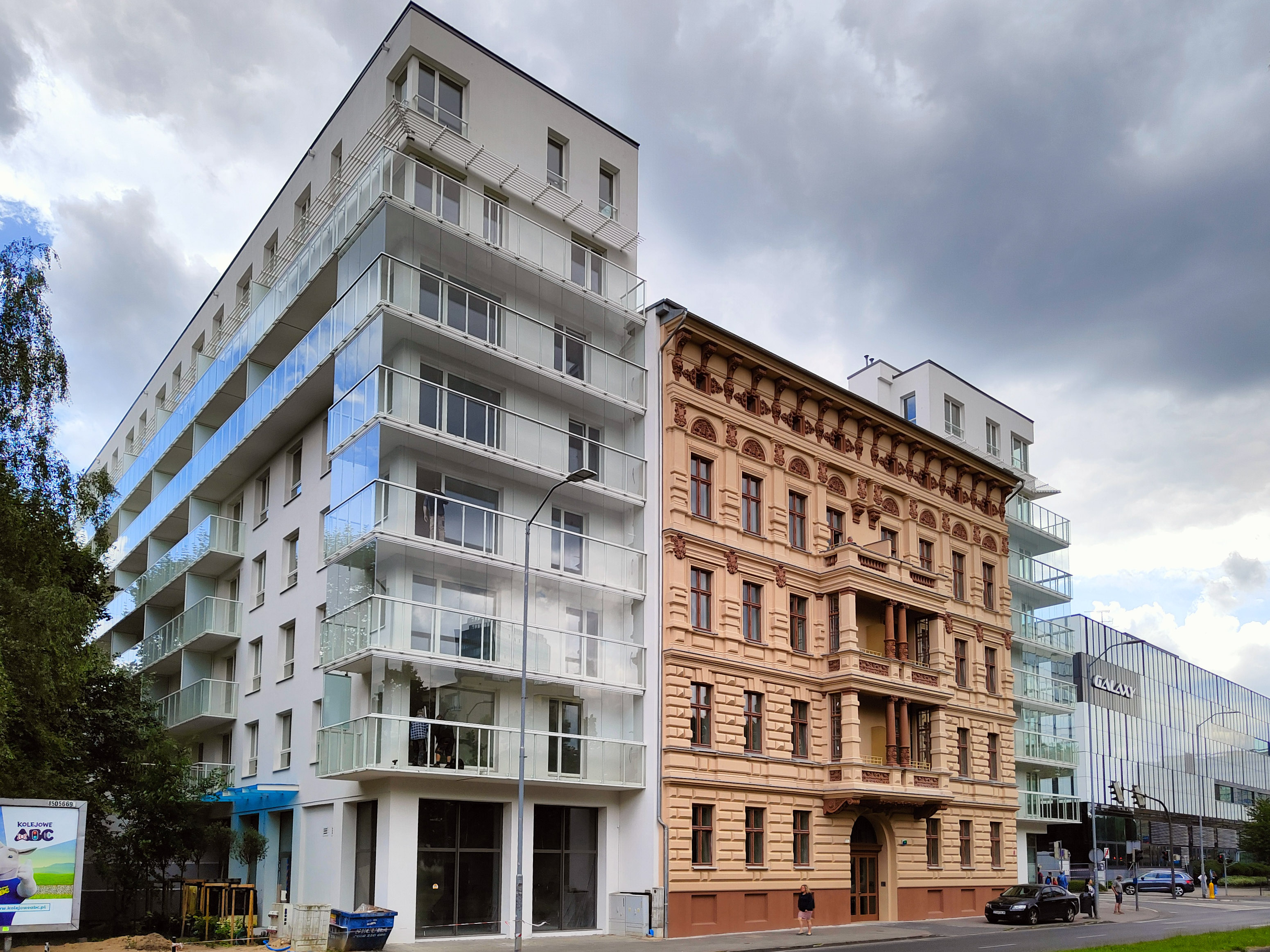
Kamienica po przebudowie, lipiec 2023